# Проклятие живых мертвецов
«Проклятие живых мертвецов» — кинофильм, фильм ужасов.

## Сюжет
Новая Англия, провинция, 1892 год. Фантастически богатый, но презираемый всеми Руфус Синклер только что умер, оставив после себя стаю жадных родственников, включая его вдову Абигейл, сыновей Брюса и Филипа, жену Филипа — Вивиан и племянника Роберта. Также на часть наследства претендуют преданный слуга Сет и симпатичная молодая особа по имени Летти. Страдая летаргическими припадками и оттого опасаясь быть похороненным живым, Руфус Синклер отдает распоряжения всем членам семьи, которые позволят удостовериться, что он действительно мертв. Но семья, нетерпеливо ожидающая наследства и мечтающая поскорее избавиться от старого скупца раз и навсегда, не выполняет ни одно из поручений. Когда же после похорон все собираются вместе, то узнают о проклятии, обрушивающемся на тех, кто позабыл о воле покойного. Наследников охватывает паника, и они начинают действовать…
Фильм отличает особенная жуткая атмосфера страха и надвигающейся гибели, так же способствуют этому суровые пейзажи безлистных деревьев и мрачный, таинственный дом, где происходят загадочные события.

## В ролях
- Хелен Уоррен — Абигейл Синклер
- Роберт Милли — Брюс Синклер
- Рой Шайдер — Филип Синклер
- Марго Хартман — Вивиан Синклер
- Хью Франклин — Джеймс Бенсон
- Линда Донован — Лети Гревс
- Дино Нариззано — Роберт Харингтон
- Кендес Хиллигосс — Дебора Бенсон
- Джордж Коттон — констебль Винтер

## Съемочная группа
- Режиссёр — Дел Тенни
- Оператор — Ричард Хиллиард
- Сценарист — Дел Тенни
- Продюсер — Дел Тенни
- Композитор — Вилфорд Л. Холкомб